# П'єрматтео Лауро де Манфреді да Амелія

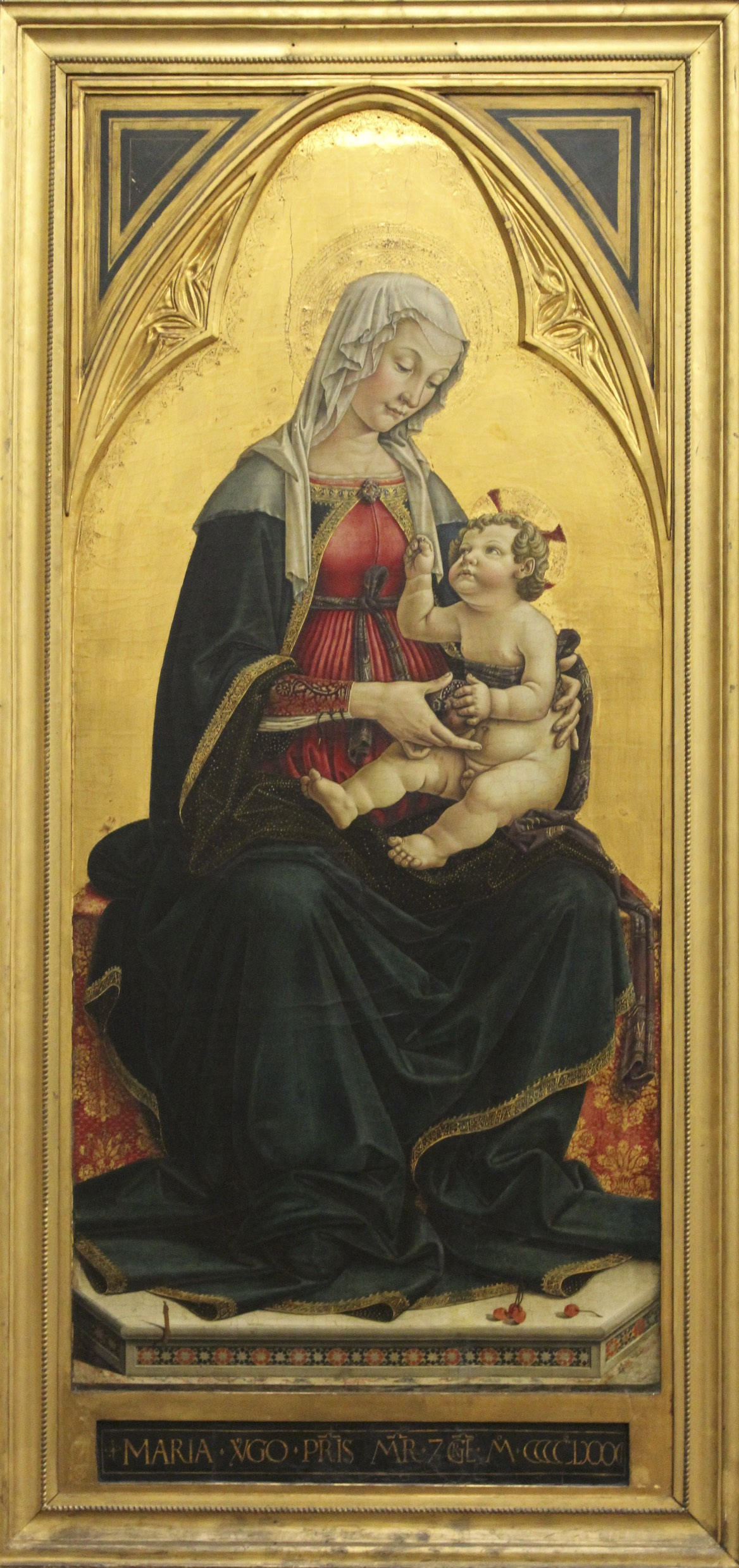
«Мадонна з немовлям» (1481; Берлінська картинна галерея, Німеччина)

П'єрматтео Лауро де Манфреді да Амелія (італ. Piermatteo Lauro de' Manfredi da Amelia; бл. 1445 — помер у 1503/1508) — італійський художник епохи Відродження.

## Біографія
П'єрматтео народився близько 1445 року в Амелії, в Умбрії.
Вперше згадується як член гуртка Філіппо Ліппі, який діяв між 1467 і 1469 роками, працюючи над оздобленням собору Сполето. З 1479 по 1480 рік він перебував у Римі, де брав активну участь у розписі Сікстинської капели; він допоміг у створенні декору з зірок на стелі. З 1480 по 1482 рік він працював в Орв'єто, малюючи статуї та прикрашаючи церковні світильники та годинники. Саме в цей час він виконав деякі роботи для церкви Сант-Авґостіно (італ. Sant'Augostino), які з тих пір були опинилися у різних колекціях. Він повернувся до Риму, але був відкликаний у 1482 році Радою робіт для собору Орв'єто, і йому було доручено допомогти прикрасити каплицю Сан-Бріціо (італ. San Brizio). Зрештою цю роботу пізніше запропонували Луці Сіньйореллі. Фреска в Нарні, що зображує «Мадонну з немовлям разом зі святими Люцією та Аполлонією», датована 1483 роком. У 1485 році П'єрматтео перебував у Римі, працюючи на пап Інокентія VIII та Олександра VI. Стилістично його пізні роботи схожі на роботи Антоніаццо Романо. У 1497 році він був номінований до консерваторії у Фано; до 1503 року він був призначений суперінтендантом папських фабрик у Чивіта-Кастеллана.

«Благовіщення Ґарднера», Музей Ізабелли Стюарт Гарднер, Бостон, США
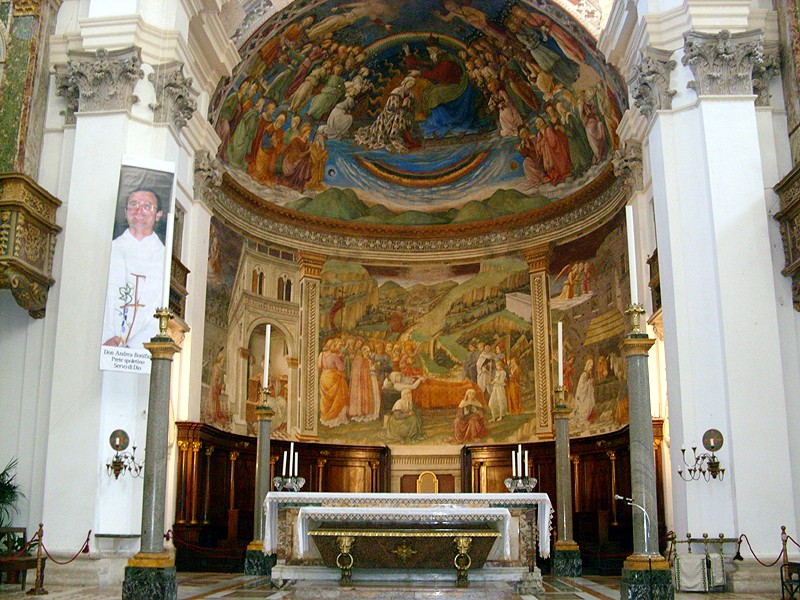
Вид на фрески собору Сполето
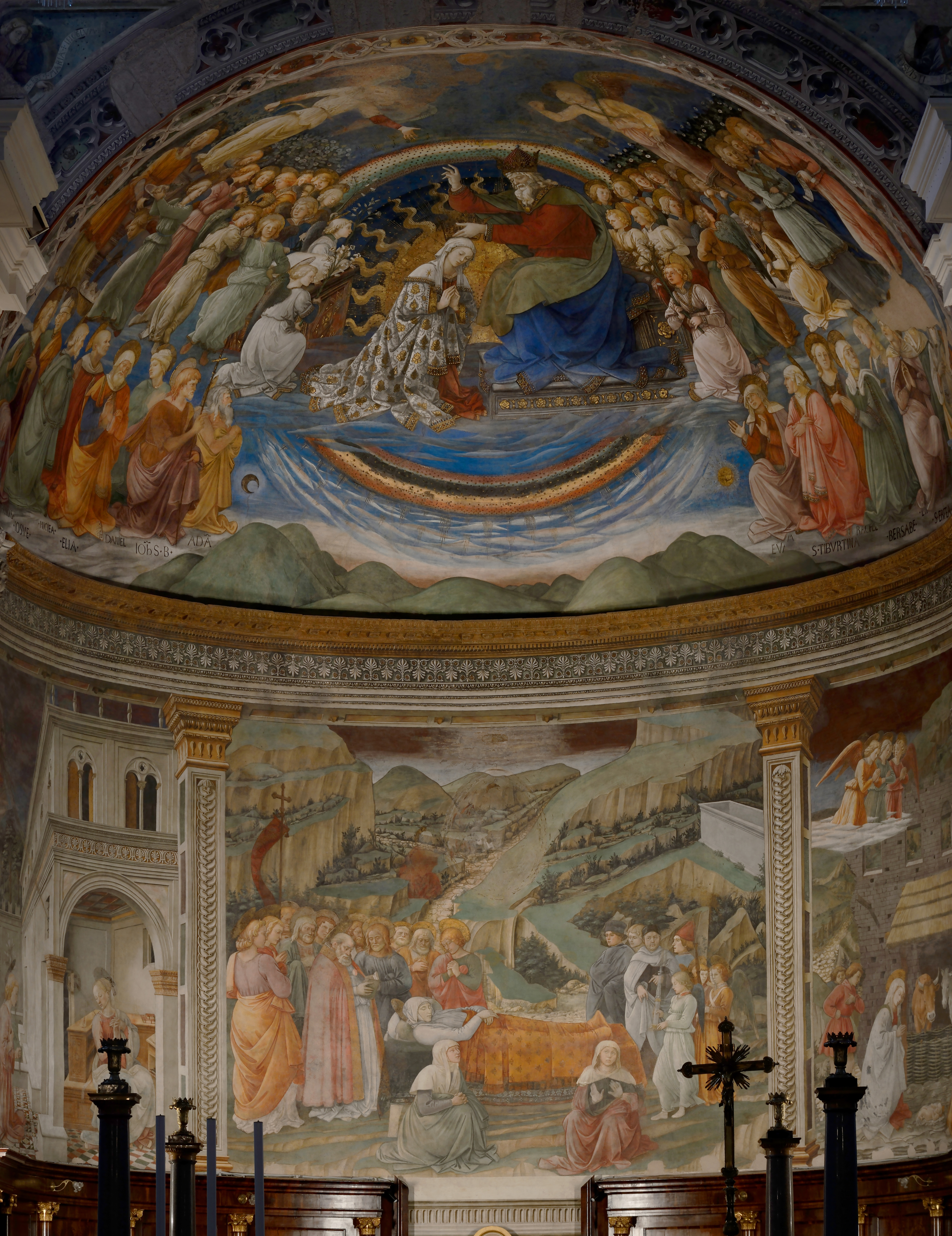
Фрески у соборі Сполето

П'єрматтео також відомий як «Майстер „Благовіщення Ґарднера“» (англ. Master of the Gardner Annunciation) за серію робіт із зображенням Благовіщення, написаних для монастиря Святих Аннунціати (італ. Annunziata) та Амелії (італ. Amelia); у 1880 році вони потрапили у власність Ізабелли Стюарт Гарднер, від імені якої походить назва робіт. Його ідентифікували як автор, виявивши контракт на роботу у Терні, де вказувалося, що П'єрматтео да Амелія уклав контракт на картини 23 вересня 1483 року.
«Марія Магдалина» та «Іван Хреститель» (приблизно 1480—1481) представлені в колекціях музею Лінденау в Альтенбурзі.

## Виноски
1. 1 2  Athenaeum
2. ↑  Lindenau Museum.